# Melgunovka
Melgunovka (en rus: Мельгуновка) és un poble del krai de Primórie, a l'Extrem Orient de Rússia, que en el cens del 2010 tenia 790 habitants. Es troba al districte rural de Khankaiski.